# 特林巴克欧瓦勒
特林巴克欧瓦勒（法語：Triembach-au-Val，发音：[tʁimbak.o.val] 或 [tʁimbax.o.val]）是法国下莱茵省的一个市镇，属于塞莱斯塔-埃尔什泰因区和米齐格县（Mutzig）。该市镇总面积2.74平方公里，2009年时的人口为463人。

## 人口
特林巴克欧瓦勒人口变化图示